# Браун, Николас (актёр)
Ни́колас Джо́зеф Бра́ун (англ. Nicholas Joseph Braun; род. 1 мая 1988) — американский актёр и музыкант. Наиболее известен по роли Грега Хирша в телесериале «Наследники» (2018—2023), а также по ролям в фильмах «Высший пилотаж» (2005), «Программа защиты принцесс» (2009), «Красный штат» (2011), «Хорошо быть тихоней» (2012) и «В активном поиске» (2016).

## Ранние годы
Браун родился и вырос на Лонг-Айленде, в семье Элизабет Лайл и музыканта Крейга Брауна. У него есть брат, Кристофер Дейо Браун, также являющийся музыкантом. Его родители развелись, когда ему было 5 лет. Браун учился в школе-интернате святого Марка в Массачусетсе, а также Оксидентал-колледже в Лос-Анджелесе, но ушёл оттуда для того, чтобы посвятить себя актёрству.

## Карьера
Дебютной ролью Брауна стала роль в телефильме Showtime «Уолтер и Генри». Он появился в двух оригинальных фильмах Disney, «Спасатели во времени» и «Программа защиты принцесс», вышедших в 2008 и 2009 годах соответственно. Он имел регулярную роль в подростковом телесериале 2009 года «10 причин моей ненависти», продлившемся один сезон, а также появился с комедийными ролями в фильмах «Мой друг — гей» и «В активном поиске».
Начиная с 2018 года, он исполняет одну из главных ролей в телесериале HBO «Наследники».

## Фильмография

### Кино
| Год  | Название на русском языке         | Оригинальное название                    | Роль         | Примечания             |
| ---- | --------------------------------- | ---------------------------------------- | ------------ | ---------------------- |
| 2005 | Высший пилотаж                    | Sky High                                 | Зак          |                        |
| 2009 | ПоцелуйчИК                        | The First Time                           | Эрни         |                        |
| 2011 | Красный штат                      | Red State                                | Билли-Рэй    |                        |
| 2011 | Как выйти замуж за миллиардера    | Chalet Girl                              | Найджел      |                        |
| 2011 | Выпускной                         | Prom                                     | Ллойд Тейлор |                        |
| 2011 |                                   | Last Chance Lloyd                        | Ллойд Тейлор | Короткометражный фильм |
| 2012 | Дружинники                        | The Watch                                | Джейсон      |                        |
| 2012 | Хорошо быть тихоней               | The Perks of Being a Wallflower          | Дерек        |                        |
| 2013 | Миддлтон                          | At Middleton                             | Джастин      |                        |
| 2014 | Мой друг — гей                    | Date and Switch                          | Майкл        |                        |
| 2015 | Стэнфордский тюремный эксперимент | The Stanford Prison Experiment           | Карл Вэнди   |                        |
| 2015 |                                   | In a Relationship                        | Мэтт         | Короткометражный фильм |
| 2015 |                                   | Wrestling Isn’t Wrestling                | зритель      | Короткометражный фильм |
| 2015 | Полтергейст                       | Poltergeist                              | Бойд         |                        |
| 2015 | Твои руки                         | Your Hands                               | Джек         | Короткометражный фильм |
| 2015 | Джем и голограммы                 | Jem and the Holograms                    | Брэд         | Не указан в титрах     |
| 2015 | Хватай и беги                     | Freaks of Nature                         | Даг          |                        |
| 2016 | В активном поиске                 | How to Be Single                         | Джош         |                        |
| 2016 | Репортёрша                        | Whiskey Tango Foxtrot                    | Брайан       |                        |
| 2016 | Охота на работу                   | Get a Job                                | Чарли        |                        |
| 2016 | Хорошие дети                      | Good Kids                                | Энди Эванс   |                        |
| 2017 |                                   | Avenues                                  | Питер        |                        |
| 2017 | Год впечатляющего человека        | The Year of Spectacular Men              | Чарли Рид    |                        |
| 2017 |                                   | Small Talk                               | Тедди        | Короткометражный фильм |
| 2020 | Зола                              | Zola                                     | Деррек       |                        |
| 2020 | Зов Лондона                       | The Big Ugly                             | Уилл         |                        |
| 2023 | Кошки-мышки                       | Cat Person                               | Роберт       |                        |
| 2023 | Герой наших снов                  | Dream Scenario                           | Брайн Берг   |                        |
| 2025 | Нескромные                        | Splitsville                              | Мэтт         |                        |
| 2026 | Три полные сумки: Овечий детектив | Three Bags Full: A Sheep Detective Movie | Тим Дерри    |                        |
|      | Знаменитость                      | Famous                                   |              |                        |
|      | Система развлечений не работает   | The Entertainment System is Down         |              |                        |

### Телевидение
| Year      | Название на русском языке           | Оригинальное название                                    | Роль           | Примечания                                   |
| --------- | ----------------------------------- | -------------------------------------------------------- | -------------- | -------------------------------------------- |
| 2001      | Уолтер и Генри                      | Walter and Henry                                         | Генри          | Телевизионный фильм                          |
| 2002      | Закон и порядок: Специальный корпус | Law & Order: Special Victims Unit                        | ребёнок        | Эпизод: «Surveillance»                       |
| 2004      | Забери меня домой                   | Carry Me Home                                            | Зик            | Телевизионный фильм                          |
| 2005      |                                     | Comedy Central Thanksgiving Wiikend: Thanksgiving Island | Майк Биксби    | Телевизионный фильм                          |
| 2006      | Без следа                           | Without a Trace                                          | Зандер Маррс   | Эпизод: «Fade-Away»                          |
| 2007      | Акула                               | Shark                                                    | Крейг          | Эпизод: «Teacher’s Pet»                      |
| 2008—2011 | Бедный Пол                          | Poor Paul                                                | Клайд          | Веб-сериал, 22 эпизода                       |
| 2008      | Спасатели во времени                | Minutemen                                                | Зик Томпсон    | Телевизионный фильм                          |
| 2008      | Детектив Раш                        | Cold Case                                                | Ленни Сноу     | Эпизод: «Shore Leave»                        |
| 2009      | Втайне от родителей                 | The Secret Life of the American Teenager                 | Рэнди          | Эпизод: «Money for Nothing, Chicks for Free» |
| 2009      | Программа защиты принцесс           | Princess Protection Program                              | Эд             | Телевизионный фильм                          |
| 2009—2010 | 10 причин моей ненависти            | 10 Things I Hate About You                               | Кэмерон Джеймс | Регулярная роль, 20 эпизодов                 |
| 2009      | Три реки                            | Three Rivers                                             | Майкл          | Эпизод: «The Luckiest Man»                   |
| 2010      | Легион экстраординарных танцоров    | The LXD: The Legion of Extraordinary Dancers             | Коул Уотерс    | Веб-сериал, 3 эпизода                        |
| 2011      | C.S.I.: Место преступления          | CSI: Crime Scene Investigation                           | Нил Монро      | Эпизод: «Hitting for the Cycle»              |
| 2011      | Дивный новый мир                    | Brave New World                                          | Мэтт Кутник    | Невышедший пилот канала NBC                  |
| 2012      |                                     | Friend Me                                                | Роб            | Невышедший сериал, 8 эпизодов                |
| 2018—2023 | Наследники                          | Succession                                               | Грег Хирш      | Регулярная роль, 20 эпизодов                 |
| 2020      | Домашний фильм: Принцесса-невеста   | Home Movie: The Princess Bride                           | Альбинос       | 2 эпизода                                    |